# Mitchel Malyk
Mitchel Malyk (Calgary, 7 de octubre de 1995) es un deportista canadiense que compite en luge en la modalidad individual. Ganó una medalla de bronce en el Campeonato Mundial de Luge de 2016, en la prueba por equipo.

## Palmarés internacional
| Campeonato Mundial | Campeonato Mundial   | Campeonato Mundial | Campeonato Mundial |
| Año                | Lugar                | Medalla            | Prueba             |
| ------------------ | -------------------- | ------------------ | ------------------ |
| 2016               | Königssee (Alemania) | Medalla de bronce  | Equipo             |